# 饒益寺
饒益寺位於四川省遂寧市射洪市沱牌鎮，文物遺址年代判定為明、清。2002年12月27日公佈為四川省第六批省級文物保護單位。2013年3月5日列為第七批全國重點文物保護單位。